# 布吕肯-哈克普菲弗尔
布吕肯-哈克普菲弗尔是德国萨克森-安哈尔特州的一个市镇。总面积16.65平方公里，总人口1081人，其中男性544人，女性537人（2011年12月31日），人口密度65人/平方公里。